# Olympische Jugend-Sommerspiele 2018/Teilnehmer (Mazedonien)
| Gelbes Symbol für Goldmedaillen mit stilisierten Olympischen Ringen | Graues Symbol für Silbermedaillen mit stilisierten Olympischen Ringen | Braundes Symbol für Bronzemedaillen mit stilisierten Olympischen Ringen |
| ------------------------------------------------------------------- | --------------------------------------------------------------------- | ----------------------------------------------------------------------- |
| —                                                                   | —                                                                     | 1                                                                       |

Die Jugend-Olympiamannschaft aus Mazedonien (heute Nordmazedonien) für die III. Olympischen Jugend-Sommerspiele vom 6. bis 18. Oktober 2018 in Buenos Aires (Argentinien) bestand aus sechs Athleten.

## Athleten nach Sportarten

### Judo
Jungen
- Hamza Jashari
Klasse bis 66 kg: 9. Platz
Mixed: 5. Platz (im Team Moskau)

### Karate
Jungen
- Fahik Veseli
Kumite bis 61 kg: Bronze

### Leichtathletik
Jungen
- Berat Mustafa
400 m: DNF

### Ringen
Jungen
- Dragan Velinov
Freistil bis 110 kg: 6. Platz

### Schwimmen
Mädchen
- Mia Krstevska
100 m Rücken: 26. Platz
200 m Rücken: 25. Platz

### Taekwondo
Mädchen
- Anamarija Georgievska
Klasse bis 55 kg: 9. Platz